# SeaOrbiter

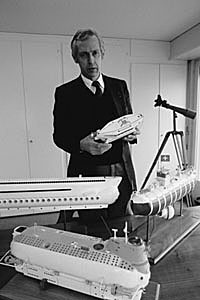
El oceanógrafo Jacques Piccard

El SeaOrbiter, también conocido como Sea Orbiter, es un buque de investigación oceánica que pretendía hacer su viaje inaugural en 2013, pero a día de hoy su construcción aún no ha sido finalizada. Al igual que una nave espacial, se planea que el SeaOrbiter provea a científicos y a otras personas una estación móvil de investigación residencial bajo la superficie de los océanos. La estación dispondrá de laboratorios, talleres, habitaciones y una terraza a presión para apoyar buceadores y submarinos.
El SeaOrbiter es un proyecto de la organización del «laboratorio oceanográfico flotante». Está dirigido por el arquitecto francés Jacques Rougerie, el oceanógrafo Jacques Piccard y el astronauta Jean-Loup Chrétien. La construcción del laboratorio oceanográfico comenzó en 2011. Se espera que el costo sea alrededor de $52,7 millones.

## Descripción
El laboratorio es una embarcación oceánica semisumergible y pesa 1000 toneladas. Tiene una altura total de 58 metros con 31 metros bajo el nivel del mar.
Ha sido diseñado para flotar en posición vertical e ir a la deriva con las corrientes del océano, pero tiene dos hélices pequeñas que le permiten modificar su trayectoria y maniobrar en aguas confinadas. Puede enviarse robots submarinos desde el laboratorio para explorar el fondo del mar. El casco hecho de una aleación de aluminio y magnesio es cinco veces más grueso que la de un buque convencional.
Su alineación vertical en el mar dejará una pequeña parte visible por encima de la superficie con un alojamiento mucho más grande y los laboratorios por debajo de la superficie del mar. Algunos niveles tendrán una cabina de presión igual a la presión externa del agua permitiendo a los buzos vivir durante largos períodos en profundidad y hacer frecuentes excursiones.

### Parte visible
En la parte superior del buque (+13,20 m), hay ocho antenas, una grúa y un mirador con una vista de 360 °; a continuación (+6 m/+5,25 m), una primera plataforma contiene un ascensor, la sala de máquinas y un centro de buceo, y un tratamiento de cámara de descompresión; en dos plantas (3 m/+0,5 m), el centro de control incluye: la navegación de la embarcación y el control de radio de la zona presurizada, viajes de buceo, el robot y el almacenamiento de reservas.

### Parte sumergida
Cuartos (-2,00 m) para el capitán y huéspedes invitados durante cortas duraciones, además de un área de multimedia; un observatorio y laboratorio (-4,50 m) para analizar y procesar los datos y las muestras tomadas con literas para ocho miembros de la tripulación; una sala de observación (-7,00 m) con comedor panorámico y cocina (un lugar de relajación donde la tripulación se reúne que también se utiliza para las transmisiones de los medios de comunicación durante los principales hallazgos); una cámara para pasar de la zona a presión normal a la zona presurizada (-9,35 m), con un colgadero submarino con acceso directo al mar, así como una cocina, una sala de estar y un puesto de observación para ocho miembros de la tripulación; literas y un área de trabajo de ocho buzos (-11,70 m), con una plataforma que contiene el lastre, los suministros de agua, el combustible y está equipada con luces bajo el agua (aquí es donde los buzos entrenarán). Debajo de la plataforma hay una quilla de 450 toneladas. Se libera fácilmente en caso de problema y es retráctil para facilitar el cruce de los bancos o canales.